# Bruna Vuletić
Bruna Vuletić (3 de julio de 1999) es una deportista croata que compite en taekwondo.
Ganó una medalla de bronce en el Campeonato Mundial de Taekwondo de 2019 y una medalla de oro en el Campeonato Europeo de Taekwondo de 2021, ambas en la categoría de –62 kg.

## Palmarés internacional
| Campeonato Mundial | Campeonato Mundial       | Campeonato Mundial | Campeonato Mundial |
| Año                | Lugar                    | Medalla            | Categoría          |
| ------------------ | ------------------------ | ------------------ | ------------------ |
| 2019               | Mánchester (Reino Unido) | Medalla de bronce  | –62 kg             |
| Campeonato Europeo |                          |                    |                    |
| Año                | Lugar                    | Medalla            | Categoría          |
| 2021               | Sofía (Bulgaria)         | Medalla de oro     | –62 kg             |